# Marc Webb
Marc Preston Webb (nascido em 31 de agosto de 1974) é um diretor de videoclipes e cineasta americano. Webb fez sua estreia na direção de longas-metragens em 2009 com a comédia romântica (500) Days of Summer, e passou a dirigir The Amazing Spider-Man (2012) e sua sequência The Amazing Spider-Man 2: Rise of Electro (2014), pelo qual foi apelidado de "Webb -Verse" pela Marvel Studios em 2021. Ele também dirigiu os filmes de drama Gifted (2017) e The Only Living Boy in New York (2017) ele também dirigirá para a Walt Disney Pictures o live-action da Snow White (2025).

## Biografia
Webb nasceu em Bloomington, Indiana, filho de Margaret Ruth (nascida Stocker) e Norman Lott Webb, que trabalha em educação matemática na Universidade de Wisconsin. Quando ele tinha dezoito meses de idade, a família de Webb mudou-se para Madison, Wisconsin, onde ele foi criado. Ele se formou na Madison West High School em 1992 e, posteriormente, frequentou o Colorado College, e a Universidade de Wisconsin-Madison, na qual se formou em inglês.

## Carreira
Webb começou seu ofício como editor antes de se dedicar à direção de videoclipes. Ele disse ao The Daily Beast: "O primeiro vídeo que fiz foi para uma banda chamada The Shame Idols em Birmingham, Alabama, e paguei com cartão de crédito e minha mãe me emprestou cerca de US $ 500 para terminá-lo. uma super-heroína — uma coisa do tipo Mulher-Gato. Essa mulher que costurou a fantasia e filmamos em filme de 16 mm. Você não pode vê-la em nenhum lugar e não está no YouTube — e estou feliz que não esteja. O primeiro O vídeo que foi exibido foi um vídeo do Blues Traveler chamado "Canadian Rose", mas eu apenas fiz o material conceitual para ele. Entre 1999 e 2009, ele dirigiu vídeos para bandas como Good Charlotte, Evanescence, AFI, 3 Doors Down , Green Day, My Chemical Romance e Snow Patrol.
Seu primeiro longa-metragem, 500 Days of Summer (2009), estrelado por Joseph Gordon-Levitt e Zooey Deschanel, foi lançado em julho de 2009 com uma recepção crítica positiva. Em janeiro de 2010, a Columbia Pictures contratou Webb para dirigir The Amazing Spider-Man (2012), um reboot da franquia de filmes do Homem-Aranha, lançado em julho de 2012 e estrelado por Andrew Garfield e Emma Stone. Ele voltou para dirigir a sequência, The Amazing Spider-Man 2: Rise of Electro (2014), que foi lançado em 2 de Maio de 2014. Desenvolvendo o filme do Universo Cinematográfico Marvel, Spider-Man: No Way Home (2021) para a Sony Pictures em parceria com a Marvel Studios, Chris McKenna e Erik Sommers oficialmente apelidou o universo fictício dos filmes do Homem-Aranha de Webb como o Webb-Verse em sua homenagem. Em Novembro de 2021, também foi revelado que ele, junto com Sam Raimi, foram contratados como consultores criativos para o filme.
Em 2015, Webb dirigiu anúncios promocionais para uma parceria entre a Samsung e Avengers: Age of Ultron (2015).
Webb assinou contrato com a DNA em Hollywood, Califórnia, e a Academy Productions Ltd no Reino Unido.
Em Fevereiro de 2019, ele assinou contrato para dirigir o Remake em live-action do filme de anime japonês Your Name (2016), antes de ser substituído em 18 de setembro de 2020 por Lee Isaac Chung. Em setembro de 2019, foi anunciado que Webb dirigirá uma adaptação live-action de Snow White (2025) para a Walt Disney Pictures.
Em 2013, Christopher Keyser e Webb lançaram o drama de mistério The Society para Showtime, mas a rede decidiu mais tarde passar a série. A Netflix transformou o argumento em uma série; criado por Keyser e produzido por Keyser e Webb, The Society estreou em 10 de maio de 2019. Em julho de 2019, foi anunciado que Webb e sua produtora Black Lamb assinaram um contrato com a ABC Studios. Em março de 2022, Webb assinou contrato para dirigir o thriller sobrenatural Day Drinker, escrito por Zach Dean.

## Vida pessoal
Em 8 de Junho de 2018, a namorada de Webb, Jane Herman, deu à luz uma filha, Georgia. O casal se casou em 4 de Outubro de 2019. Um filho, Walter, nasceu em 5 de Abril de 2021.

## Webb's lamb
A assinatura de Webb é um cordeiro branco, que apareceu em alguns de seus vídeos. No vídeo "Sic Transit Gloria... Glory Fades" da Brand New, o cordeiro aparece na porta antes de Jesse Lacey entrar no bar. Também aparece na camisa de uma garota no bar. Nos vídeos "Ocean Avenue" e "Rough Landing, Holly" do Yellowcard, o cordeiro aparece na pasta que Ryan Key carrega.

## Filmografia

### Filmes
| Data | Filme                                     | Diretor | Notas              |
| ---- | ----------------------------------------- | ------- | ------------------ |
| 2009 | (500) Days of Summer                      | Sim     | Estreia na direção |
| 2012 | The Amazing Spider-Man                    | Sim     |                    |
| 2014 | The Amazing Spider-Man 2: Rise of Electro | Sim     |                    |
| 2017 | Gifted                                    | Sim     |                    |
| 2017 | The Only Living Boy in New York           | Sim     |                    |
| 2025 | Snow White                                | Sim     |                    |

### Televisão
| Data      | Série                 | Diretor | Produtor Executivo | Roteirista | Notas |
| --------- | --------------------- | ------- | ------------------ | ---------- | --- |
| 2010      | The Office            | Sim     | Não                | Não        | Episódio: "O Gerente e o Vendedor" |
| 2010      | Lone Star             | Sim     | Não                | Não        | Episódio: "Piloto" |
| 2012      | Battleground          | Não     | Sim                | Não        | |
| 2015      | Limitless             | Sim     | Sim                | Sim        | Dirigiu "Piloto"; Co-escreveu e dirigiu "Badge! Gun!"                                                                                   |
| 2015-2019 | Crazy Ex-Girlfriend   | Sim     | Sim                | Sim        | Dirigiu "Josh Just Happens to Live Here!"; Co-escreveu e dirigiu "Onde está o amigo de Josh?"                                           |
| 2018      | Instinct              | Sim     | Sim                | Não        | Episódio: "Piloto" |
| 2019      | The Code              | Sim     | Sim                | Não        | Episódio: "Blowed Up" |
| 2019      | The Society           | Sim     | Sim                | Não        | Episódios: "O que aconteceu", "Nossa cidade" e "Como acontece"                                                                          |
| 2019      | Blood & Treasure      | Não     | Sim                | Não        | |
| 2019-2021 | Why Women Kill        | Sim     | Sim                | Não        | Episódios: "Assassinato significa nunca ter que dizer que está arrependido" e "Eu gostaria de te matar, mas eu apenas lavei meu cabelo" |
| 2021      | Rebel                 | Sim     | Sim                | Não        | Episódio: "Piloto' |
| 2021      | The Republic of Sarah | Não     | Sim                | Não        | |
| 2021      | Just Beyond           | Sim     | Sim                | Não        | Episódios: "Leave Them Kids Alone" e "We've Got Spirits, Yes We Do"                                                                     |

## Videografia
1997
- Blues Traveler – "Canadian Rose"

1999
- Earth to Andy – "Still After You"

2000
- Cold – "Just Got Wicked"
- Santana feat. Musiq – "Nothing at All"
- Anastacia – "Not That Kind"

2001
- On the Line All Stars feat. Lance Bass – "On the Line"
- 3 Doors Down – "Duck and Run"
- Good Charlotte – "Motivation Proclamation"
- AFI – "The Days of the Phoenix"
- Big Dumb Face – "Duke Lion"
- Felix Brothers – "Right Here, Right Now"
- Oleander – "Are You There?"
- Green Day – "Waiting"
- Good Charlotte – "Festival Song"
- Live – "Simple Creed"
- Professional Murder Music – "Slow"
- Stereomud – "Pain"
- Godhead – "Eleanor Rigby"
- Live feat. Tricky – "Simple Creed"
- Pressure 4-5 – "Beat the World"
- Tru Vibe – "On the Line"

2002
- Unwritten Law – "Seein' Red"
- Counting Crows – "American Girls"
- Soil – "Unreal"
- Puddle of Mudd – "She Hates Me"
- Maroon 5 – "Harder to Breathe"
- Hatebreed – "I Will Be Heard"
- The Wallflowers – "When You’re on Top"
- O-Town – "These Are the Days"
- Hoobastank – "Remember Me"
- Disturbed – "Remember"

2003
- Cold – "Stupid Girl"
- P.O.D. – "Sleeping Awake"
- AFI – "The Leaving Song Pt. II"
- Santana & Alex Band – "Why Don't You & I"
- 3 Doors Down – "Here Without You"
- Memento – "Saviour"
- Wakefield – "Say You Will"
- MxPx – "Everything Sucks"
- P.O.D. – "Will You"
- Brand New – "Sic Transit Gloria... Glory Fades"

2004
- P.O.D. – "Change the World"
- Gavin DeGraw – "I Don't Want to Be"
- Smile Empty Soul – "Silhouettes"
- Puddle of Mudd – "Heel over Head"
- Midtown – "Give It Up"
- Yellowcard – "Ocean Avenue"
- My Chemical Romance – "I'm Not Okay (I Promise)"
- Sparta – "Breaking the Broken"
- Jesse McCartney – "Beautiful Soul"
- Dirty Vegas – "Walk into the Sun"
- Coheed and Cambria – "Blood Red Summer"
- Switchfoot – "Dare You to Move" (versão 2)
- Hoobastank – "Disappear"

2005
- Jimmy Eat World – "Work"
- Daniel Powter – "Bad Day"
- The Used – "All That I've Got"
- My Chemical Romance – "Helena"
- Snow Patrol – "Chocolate"
- Low Millions – "Eleanor"
- Trey Songz feat. Twista – "Gotta Make It"
- Antigone Rising – "Don’t Look Back"
- Hot Hot Heat – "Middle of Nowhere"
- Incubus – "Make a Move"
- Hilary Duff – "Wake Up"
- My Chemical Romance – "The Ghost of You"
- Ashlee Simpson – "Boyfriend"
- Daniel Powter – "Free Loop (One Night Stand)"
- Yellowcard – "Lights and Sounds"
- Weezer – "Perfect Situation"

2006
- All American Rejects – "Move Along"
- Matisyahu – "Youth"
- Aly & AJ – "Rush"
- Daniel Powter – "Lie to Me"
- Yellowcard – "Rough Landing, Holly"
- AFI – "Miss Murder"
- Ashlee Simpson – "Invisible"
- Fergie – "London Bridge"
- Regina Spektor – "Fidelity"
- Evanescence – "Call Me When You're Sober"
- AFI – "Love Like Winter"
- Pussycat Dolls feat. Timbaland – "Wait a Minute"
- Barefoot – "Rain"
- Teddy Geiger – "These Walls" (Versão 2)

2007
- Good Charlotte – "The River"
- Relient K – "Must Have Done Something Right"
- P. Diddy – "Last Night"
- My Chemical Romance – "I Don't Love You"
- My Chemical Romance – "Teenagers"
- Evanescence – "Good Enough" (co-dirigido com Rich Lee)
- Blaqk Audio – "Stiff Kittens" (co-dirigido com Rich Lee)
- Regina Spektor – "Better"
- Fergie – "Clumsy" (co-dirigido com Rich Lee)
- Miley Cyrus – "Start All Over"

2008
- Maroon 5 – "Goodnight, Goodnight"
- Nelly feat. Fergie – "Party People"
- All American Rejects – "Gives You Hell"

2009
- Green Day – "21 Guns"
- She and Him – "Why Do You Let Me Stay Here?" (Versão 2)
- Green Day – "21st Century Breakdown"
- Weezer – "(If You're Wondering If I Want You To) I Want You To

2010
- Green Day – "Last of the American Girls"

2017
- ZAYN – "Dusk Till Dawn" ft SIA

### Editor de videografia
- MxPx – "Everything Sucks" - 2003
- Brand New – "Sic Transit Gloria.... Glory Fades" - 2003